# Funkcionalna hrana
Funkcionalna hrana je hrana z dodatnim biološkim delovanjem, ki naj bi pozitivno učinkovala na zdravje ali zmanjševala možnost nastanka določene bolezni. Osnovni namen funkcionalne hrane je poleg zagotavljanja nujno potrebnih hranilnih snovi tudi krepitev zdravja oz. preprečevanje določenih bolezni. Od prehranskih dopolnil se razlikujejo v obliki običajne hrane, slednja so v obliki tablet, kapsul ali tekočinskih pripravkov. Funkcionalni hrani se največkrat dodaja vitamine, minerale, maščobne kisline, prehranske vlaknine, probiotike, prebiotiki, fitosterole, flavonoide, fitosterole in karotenoide.

## Zgodovina
V začetku 20. stoletja je obogatitev hrane z vitamini in minerali prispevala k odpravi določenih bolezni, npr. rahitisa, beriberi, golšavosti, ... Termin funkcionalna hrana se je prvič pojavil na Japonskem sredi 80. let 20. stoletja, do danes je Japonska edina jurisdikcija s posebnimi zakonskimi regulacijami za funkcionalno hrano, ki se imenuje FOSHU (Foods for Specifided Health Use). 
Med funkcionalno hrano se uvrščajo živila, katerim se dodajo med postopkom izgubljena hranila, živila z obogatenimi hranilnimi snovmi, živila z dodanimi hranilnimi snovmi, ki jih živila naravno ne vsebujejo in živila z odvzetimi naravnimi snovmi.

## Regulacije
V Evropi trditve na živilih ureja Uredba (ES) št. 1924/2006 o prehranskih in zdravstvenih trditvah na živilih, za izvajanje katere je zadolžena Evropska agencija za varnost prehrane (EFSA) v Parmi. 
V Ameriki FDA (Food and Drug Administration) loči dve vrsti trditev napisanih na etiketah. Prve so »zdravstvene trditve«, katere zagotavljajo da bo dodana sestavina zmanjšala možnost nastanka bolezni. Druge trditve so »strukturne/funkcionalne trditve«, ki zagotavljajo da bo dodana sestavina v izdelku pomagala bodisi strukturi telesa bodisi organskemu sistemu. FDA regulira funkcionalno hrano po pravilih za konvencionalno hrano. Pravila predpisujejo, da mora biti dodana sestavina ali GRAS (generaly recognized as safe, splošno prepoznana kot varna) varna ali pa mora biti odobrena s strani FDA. Nekatere trditve na etiketah niso v pristojnosti FDA, zato morajo biti opremljene z opozorilom. Vendar so takšna opozorila pogostejša pri prehranskih dopolnilih kot pri funkcionalni hrani.